# Schlacht um den Busan-Perimeter
Die Schlacht um den Busan-Perimeter wurde während des Koreakriegs vom 4. August bis zum 15. September 1950 zwischen den Streitkräften der USA beziehungsweise des Kommandos der Vereinten Nationen sowie Südkoreas auf der einen Seite und der nordkoreanischen Volksarmee geschlagen. Der Busan-Perimeter war ein Gebiet im äußersten Südosten Koreas, das als einziges nie von den nordkoreanischen Truppen besetzt werden konnte. Die als „Perimeter“ (Umkreis) bezeichnete Verteidigungslinie erstreckte sich über etwa 225 km und wurde nach der Küstenstadt Busan benannt. Bis zur Landung und dem folgenden Gegenangriff der UNO-Truppen bei Incheon diente der Busan-Perimeter als letzte Verteidigungslinie gegen den nordkoreanischen Vormarsch Richtung Süden und wichtiger Brückenkopf für Nachschub und Verstärkung.

## Vorgeschichte
Nach den anfänglichen Niederlagen der südkoreanischen und der US-amerikanischen Armee bei den Schlachten von Seoul, Osan und Daejeon sammelten und formierten sich die alliierten Truppen mit den verbliebenen Einheiten und Material um die südöstliche Hafenstadt Busan. Eine Verteidigungslinie verlief von Masan im Südwesten entlang des Ufers des Nakdong Flusses bis zum Japanischen Meer nördlich von Yeongdeok.

## Truppenaufstellungen
Die 24. Infanteriedivision der US-Army teilte sich die Verteidigung Südkoreas mit der neu aufgebauten südkoreanischen Armee und zwei neu eingetroffenen US-Army-Divisionen – der 25. Infanterie- und der 1. Kavalleriedivision. Am 24. Juli restrukturierte sich die südkoreanische Armee in zwei Korps und fünf Divisionen. Das I. Korps umfasste die 8. Infanteriedivision und die Hauptstadtdivision, das II. Korps umfasste die 1. und die 6. Infanteriedivision. Eine wiedergegründete 3. Infanteriedivision unterstand direkt dem Oberkommando der südkoreanischen Streitkräfte. Das Hauptquartier des II. Korps befand sich bei Hamchang, wobei sich die 1. und 6. Infanteriedivision in west-östlicher Linie davor befanden. Das I. Korps hatte sein Hauptquartier bei Sangju mit der 8. Infanteriedivision und der Hauptstadtdivision ebenfalls in west-östlicher Linie davor. Die 3. Infanteriedivision operierte an der Ostküste Südkoreas. Durch die große Zahl an Rekruten und Nachschub konnte die ROK-Armee ihre Vorkriegsstärke von etwa 95.000 Mann wieder erlangen.
Die 25. US-Infanteriedivision, mit ihren drei Regimentern (24., 27. und 35. Infanterieregiment), kommandiert von Major General William B. Kean, traf zwischen dem 10. und 15. Juli bei Busan ein. General Walker befahl der 25. Infanteriedivision, die Verteidigungspositionen der südkoreanischen Armee an den zentralen Gebirgspässen zu verstärken. Die drei Regimenter (5., 7. und 8. Kavallerieregiment) der 1. Kavalleriedivision trafen aus Japan per Schiff zwischen dem 15. und 22. Juli nördlich von Busan bei Pohang ein. Die Kavalleriedivision übernahm die Aufgabe, den Korridor zwischen Daejeon und Daegu für die Nordkoreaner zu sperren.
Gegen Ende Juli widerstanden sowohl die 25. Infanterie- als auch die 1. Kavalleriedivision heftigen nordkoreanischen Angriffen; allerdings unter hohen Verlusten und Demoralisationsanzeichen. Am 29. Juli gab General Walker, der dies für Drückebergerei hielt, mit Rückendeckung von General Douglas MacArthur daher einen – wie die Presse es nannte – „halten oder sterben“-Befehl an die 8. US-Armee aus. Walker betonte, dass es keinen weiteren Rückzug geben dürfe. Die 8. Armee hatte sich zuvor durch Geländepreisgabe Zeit erkauft, wurde aber zusehends Richtung Meer gedrängt.

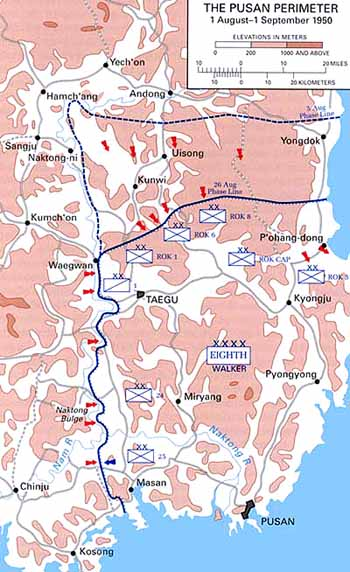
Karte – Busan-Perimeter, August 1950

Eines der größten Probleme beim Rückzug war die Menge der Flüchtlinge, die sich durch die Linien der 8. Armee bewegten. Ihre Anzahl war während des Juli und August 1950 größer als zu jedem anderen Zeitpunkt des Krieges. In der zweiten und dritten Juliwoche bewegten sich etwa 380.000 Flüchtlinge in das verbliebene von der südkoreanischen Armee kontrollierte Territorium um Busan. Die nordkoreanische Armee nutzte die Situation oftmals aus, in dem sie Angriffe durch eine Welle von Flüchtlingen einleitete, die über die alliierten Minenfelder getrieben wurden. Erst danach rückten die Nordkoreaner mit Infanterie und Panzern vor. Die Nordkoreaner konnten zudem mehrfach die US-Linien durchbrechen, indem sie sich in der traditionellen weißen Kleidung unter die Flüchtlinge mischten und Überraschungsangriffe auf die US-Truppen ausführten. Die Kommandeure der 25. Infanterie- und 1. Kavalleriedivision versuchten mehrfach erfolglos, die Flüchtlingsströme durch festgelegte Zeitpunkte und vorgegebene Routen zu kontrollieren. Ende Juli gab General Walker in Zusammenarbeit mit den südkoreanischen Befehlshabern ausdrückliche Regeln zum Umgang mit den Flüchtlingen an die US-Truppen und die südkoreanischen Polizeikräfte aus. Gegen Ende Juli hatte die südkoreanische Regierung 58 Flüchtlingslager errichtet, die meisten im Gebiet zwischen Daegu und Busan. Aber trotz dieser Anstrengungen behinderten die Flüchtlingsströme weiterhin die Bewegungen der US- und ROK-Truppen.
Als sich die 8. Armee der natürlichen Verteidigungsposition am Nakdong-Fluss näherte, intensivierten die Nordkoreaner ihre Versuche, Teile dieser Armee zu isolieren. Nach dem Fall von Seoul Ende Juni hatte die 6. nordkoreanische Division den Han-Fluss überquert und sich entlang des westlichen Netzes von Küstenstraßen schnell nach Süden bewegt. Die Aufklärung der 8. US-Armee hatte die Spur der 6. Division verloren. Die einzigen UN-Truppen, die zu diesem Zeitpunkt südwestlich der Daejeon-Daegu-Busan-Straße positioniert waren, waren einige Hundert Überlebende der 7. südkoreanischen Infanteriedivision sowie verstreute südkoreanische Marinesoldaten und lokale Polizeikräfte. Am 21. Juli erfuhr General Walker, dass eine nordkoreanische Einheit, von der er annahm, es sei die 4. nordkoreanische Division, im Südwesten operierte. Walker befahl der 24. Division, trotz ihrer Verluste an Männern und Material nach der Schlacht um Daejeon, als Blockadestreitkraft in die Region zwischen Jinju im süd-zentralen Korea und Gimcheon zu verlegen. Zwei Bataillone des 29. US-Regiments, bis dahin auf Okinawa stationiert, sowie das 17. südkoreanische Infanterieregiment sollten die 24. Division verstärken.
Am 23. Juli bewegte sich die 4. nordkoreanische Division in südliche Richtung mit dem Ziel, die 6. Division bei der Umfassung der linken Flanke der UN-Truppen zu unterstützen und auf Busan vorzustoßen. Bis Ende Juli war die 4. Division bis in das Gebiet Anui und Geochang, etwa 80 km südwestlich von Daegu, vorgedrungen. Am 25. und 26. Juli wurden die beiden Bataillone des 29. US-Regiments durch die, etwa 40 km westlich von Jinju befindliche, 6. nordkoreanische Division zurückgetrieben. Erst am 31. Juli wurde sich die 8. US-Armee der Präsenz der 6. Division wirklich bewusst, nachdem diese Jinju erobert hatte und ein Bataillon des 29. Regiments sowie das 19. Regiment der 24. Division sich nach Osten zurückziehen mussten. Die 8. US-Armee setzte das 27. Infanterieregiment der 25. Division, das bislang in Reserve gehalten wurde, zur Verstärkung der amerikanischen Einheiten im Jinju-Korridor in Bewegung. Die 24. und 25. Division, unterstützt durch das 17. südkoreanische Regiment, konnten den Vorstoß der nordkoreanischen 4. und 6. Division schließlich an dem Punkt, der später der südlichste Sektor des Busan-Perimeters werden sollte, bremsen. Am 3. August hatten die US- und südkoreanischen Einheiten die Gefahr eines direkten Vorstoßes der Nordkoreaner bis nach Busan schließlich zunächst abgewendet.

### Verteidigungspositionen
Am 1. August gab die 8. Armee eine Generaldirektive an alle UN-Bodentruppen für den geplanten Rückzug nach Osten über den Nakdong-Fluss aus. Die UN-Einheiten sollten danach eine Hauptverteidigungslinie hinter dem nun so genannten Busan-Perimeter errichten. Das Ziel war, den weiteren Rückzug zu beenden und die nordkoreanische Armee aufzuhalten, während die US-Armee ihre Kräfte für den Start einer Gegenoffensive aufbauen könnte. Der von den US- und südkoreanischen Truppen am 4. August aufgebaute Busan-Perimeter schloss ein rechteckiges Gebiet von etwa 160 km von Nord nach Süd und etwa 80 km von Ost nach West ein. Der Nakdong-Fluss formte die westliche Begrenzung, ausgenommen bei den südlichsten 24 km, wo der Nakdong nach seinem Zusammenfluss mit dem Nam-Fluss nach Osten abbog. Das Meer formte die östliche und südliche Begrenzung, während im Norden eine unregelmäßige Frontlinie sich durch die Berge von Waegwan bis Yeongdeok zog. Vom Südwesten bis Nordosten wurde die Linie von der 25. und 24. US-Infanteriedivision, der 1. US-Kavalleriedivision, der 1. südkoreanischen Infanteriedivision, der 6. und 8. südkoreanischen Infanteriedivision, der Hauptstadtdivision und der 3. südkoreanischen Infanteriedivision gehalten. Von Süd nach Nordost waren die den UN-Truppen gegenüberstehenden nordkoreanischen Truppen: das 83. motorisierte Regiment der 105. gepanzerten Division, die 6. Division, die 8. Division, die 12. Division, die 5. Division und das 766. unabhängige Infanterieregiment.
Die UN-Truppen waren den Nordkoreanern zahlenmäßig anfangs unterlegen, sie verfügten allerdings über eine deutlich überlegene Artillerie und ausreichend Munition. Dies sollte sich in den entscheidenden Stunden zu Beginn der Schlacht als ausschlaggebend erweisen. Das 5. US-Infanterieregiment aus Hawaii und die nach und nach eintreffende 2. US-Infanteriedivision verstärkten danach schrittweise die US-Truppen. Eine dritte größere Verstärkung traf am 2. August in Form der 1. Provisional Marine Brigade mit etwa 4700 Mann auf der Koreanischen Halbinsel ein. Die UN-Kampftruppen waren ab diesem Punkt den nordkoreanischen Truppen zahlenmäßig mit 92.000 gegenüber 70.000 Mann überlegen.

## Schlachtverlauf

### Nordkoreanischer Angriff
Die Nordkoreaner hatten vier verschiedene Vorstoßwege Richtung Busan, die zu einer Niederlage der US- und südkoreanischen Truppen führen konnten. Im August wurden diese allesamt gleichzeitig beschritten. Die Ansatzpunkte waren der Zusammenfluss von Nam und Nakdong-Fluss, die Ausbuchtung des Nakdong-Flusses an den Eisenbahn- und Straßenlinien nach Mityang, durch Gyeongju und den Korridor im äußersten Osten sowie durch Daegu. In der ersten Augustwoche entschied General Walker, den ersten amerikanischen Gegenangriff des Krieges im Jinju-Masan-Korridor zu starten. Eines seiner Ziele war, eine vermutete Massierung von feindlichen Einheiten in der Nähe von Daegu zu brechen, in dem er die Umleitung von nordkoreanischen Einheiten nach Süden erzwang. Am 6. August gab die 8. US-Armee die Operationsbefehle für den Angriff der Einsatzgruppe Kean aus, benannt nach dem Kommandeur der 25. Division. Diese bestand aus der 25. Division, Teilen des 27. Infanterieregiments und einem Feldartilleriebataillon, verstärkt durch das 5. Infanterieregiment und die 1. Provisional Marine Brigade. Der Plan sah vor, dass sich die Truppen von ihren Positionen bei Masan nach Westen bewegten, den Jinju-Pass zu nehmen und die Frontlinie bis zum Nam-Fluss zu sichern. Die Einsatzgruppe Kean startete ihren Angriff am 7. August, geriet aber in einen gleichzeitig vorgetragenen Vorstoß der 6. nordkoreanischen Division. Nach einer Woche heftiger Kämpfe hatte keine der beiden Seiten nennenswerte Fortschritte gemacht. Trotzdem hatte die 8. US-Armee ihre erste Offensive in Korea begonnen und den Vorstoß einer feindlichen Division erfolgreich aufgehalten.

### Nakdong-Ausbuchtung
11 km nördlich des Punktes, an dem der Nakdong-Fluss sich nach Osten wendet und in den Nam-Fluss mündet, wendet sich der Nakdong gegenüber Yongsan in einem weiten Bogen nach Westen. Dieser Bogen bekam bei den amerikanischen Truppen während der schweren Gefechte im August und September den Namen Nakdong-Bulge. Am 6. August überquerte die 4. nordkoreanische Division den Nakdong bei Pohang mit dem Ziel, bis nach dem etwa 16 km östlich gelegenen Yongsan vorzustoßen. Die 24. Division verteidigte diesen Sektor. Ihr Kommandeur John H. Church, der General Dean nachgefolgt war, formierte für die Verteidigung des Nakdong-Bogens die Einsatzgruppe Hill. Trotz der Bemühungen der Einsatzgruppe Hill drang die 4. nordkoreanische Division bis zum 1. August in die Umgebung von Yongsan vor. In der Folge setzte General Walker zusätzlich das 23. Infanterieregiment der 2. Division, das 27. Infanterieregiment der 25. Division und die 1. Provisional Marine Brigade in der Schlacht ein.
General Church führte den koordinierten Angriff von Armee- und Marinekorps-Truppen am 17. August. Am 18. August hatten die amerikanischen Truppen die nordkoreanische 4. Division, die etwa die Hälfte ihrer ursprünglichen Stärke von 7000 Mann verloren hatte, entscheidend geschlagen.
Etwa 30 km südlich von Pohang an der Ostküste des Busan-Perimeter lag das wichtige Eisenbahn- und Straßenzentrum von Gyeongju im Dreieck von Daegu-Pohang-Busan. Die Eroberung von Pohang und des nahegelegenen Flughafens Yeonil, der von der Far East Air Force benutzt wurde, hätte einen natürlichen und im Wesentlichen unverteidigten Korridor für die Volksarmee von Nordkorea über Gyeongju bis Busan geöffnet. General Walker hatte den östlichen Korridor aufgrund der größeren Bedrohung an den westlichen Frontabschnitten nur schwach gesichert und er bezweifelte, dass die Nordkoreaner einen größeren erfolgreichen Angriff durch die weglosen Berge starten könnten. Anfang August hätten die Nordkoreaner diese Einschätzung Walkers fast Lügen gestraft, als drei Divisionen – die 5., 8. und 12. Division – sowie das unabhängige 766. Infanterieregiment einen starken Angriff gegen die südkoreanischen Verteidiger starteten. Am 12. August standen die Nordkoreaner vor Pohang und bedrohten den Flughafen von Yeonil. Die nordkoreanische 5. Division schnitt die südkoreanische 3. Division oberhalb von Pohang ab und erzwang ihre Evakuierung nach Süden über See. General Walker verstärkte die südkoreanischen Truppen mit Teilen der 2. US-Infanteriedivision. Am 17. August gelang es den südkoreanischen Truppen und der 2. Division, den Vormarsch des Feindes auf Pohang zu stoppen. Einer der Hauptfaktoren hierfür war der aufgrund des schwierigen Berggeländes ausgebliebene Nachschub der Nordkoreaner.
Der natürliche Korridor des Nakdong-Tals von Sangju bis Daegu war eine weitere Hauptangriffslinie der Nordkoreaner. Alle verfügbaren Truppen sammelten sich Anfang August in einem Bogen um Daegu – von Süden nach Norden waren dies die 10., 3., 15, 13. und 1. Division, sowie Teile der 105. gepanzerten Division. Den Nordkoreanern gegenüber standen die 1. US-Kavalleriedivision sowie die 1. und 6. Division des II. südkoreanischen Korps. Die Nordkoreaner überschritten während der zweiten Augustwoche den Nakdong-Fluss an mehreren Orten entlang des Bogens um Daegu. Als mehrere feindliche Artilleriegeschosse am 18. August in Daegu einschlugen, ordnete der südkoreanische Präsident Syngman Rhee die Verlegung der Provinzregierung nach Busan an. Die 1. und 13. nordkoreanische Division stellten die größte Bedrohung dar, da sie über Überlandstraßen von Norden und Nordwesten nach Daegu vorstießen. General Walker verlegte das 23. und 27. Infanterieregiment direkt von der Verteidigung des Nakdong-Bogens zur Verstärkung der 1. südkoreanischen Division, die der nordkoreanischen 1. und 3. Division in ihrem Sektor gegenüberstand. Obwohl die nordkoreanische 1. Division bis auf 14 km an Daegu vorstoßen konnte, gelang es durch die kombinierten Anstrengungen der südkoreanischen 1. Division sowie der 23. und 27. US-Infanterieregimenter, ein Vordringen nach Daegu zu verhindern.

### Truppenverstärkungen
Obwohl die Volksarmee von Nordkorea die US- und südkoreanischen Truppen im Busan-Perimeter im August 1950 stark bedroht hatten, widerstanden die Verteidiger erfolgreich den feindlichen Angriffen und konnten fortwährend weitere Truppen für einen Gegenangriff aufbauen. Die Far East Air Force hatte bereits früh im Krieg die Lufthoheit errungen und beeinflusste fortwährend den Ausgang der Schlachten durch eine Vielzahl von Einsätzen zur Unterstützung der Bodentruppen, insgesamt 4635 im Juli und 7397 im August. Gegen Ende August befanden sich mehr als 500 mittelschwere US-Panzer im Busan-Perimeter. Die Panzer in den Panzerbataillonen waren gleichmäßig zusammengesetzt aus M26 Pershings und M4 Shermans, ausgenommen ein Bataillon, das bereits mit dem neueren M46 ausgestattet war. Am 1. September hatte das Kommando der Vereinten Nationen 180.000 Mann in Korea. 92.000 waren Südkoreaner und der Rest zum Großteil US-Amerikaner sowie die 1600 Mann starke 27. britische Infanteriebrigade. Im August hatten die Nordkoreaner am Han-Fluss mit anhaltenden Frontalangriffen, Aufrollen der Flanken und Infiltration gekämpft. Als die 8. US-Armee die Frontlinie am Busan-Perimeter stabilisierte, funktionierten diese Taktiken nicht mehr länger, und es waren nur noch Frontalangriffe, Durchstoßungen und sofortige Ausnutzung der Situation möglich. General MacArthur und General Walker begegneten mit der Nutzbarmachung ihrer Stärken: interne Kommunikationslinien, überlegene Artilleriekraft und eine starke Luftwaffe. Am 1. September hatten die Nordkoreaner eine 98.000 Mann starke Truppe für eine massive Offensive gegen den Busan-Perimeter zusammengezogen. Allerdings sahen sie sich grundsätzlichen Problemen gegenüber, denn ein Drittel ihrer Soldaten bestanden aus zwangsrekrutierten und untrainierten Südkoreanern. Zudem hatten sie einen Mangel an Handfeuerwaffen und nur genug Nahrungsmittel für eine, maximal zwei Mahlzeiten am Tag.

### September 1950
Ebenso wie im August sah sich General Walker auch Anfang September denselben Bedrohungen an derselben Stelle im Busan-Perimeter ausgesetzt: im Osten bei Pohang durch die mögliche Durchquerung des Korridors zwischen Daegu und Pohang, nördlich von Daegu, wo der Gegner beängstigende Geländegewinne gemacht hatte, am Nakdong-Bogen und im Gebiet von Masan im Süden. Ebenso wie während der Kämpfe im August behielt Walker seine Taktik der Verlegung von Truppen von einem drohenden Durchstoß des Feindes zum nächsten bei. Anfang September hielten die südkoreanischen 3., Hauptstadt-, 8. und 6. Division die äußerste östliche Frontlinie gegen die nordkoreanische 5., 8., 12., und 15. Division. Major General John B. Coulter, der neu ernannte Deputy Commander der 8. US-Armee übernahm das Kommando der US-Truppen im östlichen Sektor und setzte das 21. Infanterieregiment der 24. Division zur Unterstützung der südkoreanischen Divisionen ein. Am 7. September ersetzte General Church Coulter als amerikanischen Kommandeur des östlichen Sektors, nachdem General Walker die gesamte 24. Division zur Unterstützung der Südkoreaner beordert hatte. Eine Kombination von Bodengefechten, vorwiegend durch die Südkoreaner, zusammen mit Luftunterstützung durch die Amerikaner und seegestütztem Artilleriefeuer fügten den nordkoreanischen Divisionen schwere Verluste zu. Die Nordkoreanische 1., 3. und 13. Divisionen verstärkte ihre Angriffe nördlich von Daegu gegen die 1. US-Kavalleriedivision, welche General Walker am 5. September aufforderte, das Hauptquartier der 8. Armee von Daegu nach Busan zu verlegen. Die 1. Kavalleriedivision konnte den Vorstößen der Nordkoreaner im Großen und Ganzen widerstehen, aber die Kämpfe gingen bis Mitte September weiter.
Gegen Ende August plante die Volksarmee von Nordkorea auch im Süden des Busan-Perimeter einen Vernichtungsschlag gegen die 2. und 25. US-Division. Die nordkoreanische 6. Division sollte durch Haman und Masan angreifen und Kimhae erobern, 24 km westlich von Busan. Die 7. Division sollte nördlich von der Masan-Hauptstraße zuschlagen, bis zum Nakdong-Fluss vordringen und dort auf die 6. Division zu ihrer rechten und der 9. Division auf ihrer linken Flanke warten, und sodann den Angriff Richtung Busan führen. Die 25. Division hielt den südlichsten Sektor, der sich vom Zusammenfluss von Nakdong- und Nam-Fluss bis zur Küste erstreckte, während die 2. Division nördlich von der 25. auf der anderen Seite des Nakdong stationiert war. Die nordkoreanische 9. Division stand der 2. Division am Nakdong-Bogen gegenüber und hatte das Ziel, die Städte Miryang und Samnangjin zu erobern und gleichzeitig die Verbindung der 8. US-Armee zwischen Busan und Daegu zu zerschneiden. In der ersten Septemberwoche drang die 9. Division bis Yongsan in den Nakdong-Bogen ein, aber ein Gegenangriff der 2. Division zusammen mit der 1. US-Provisional Marine Brigade warf sie zurück über den Nakdong-Fluss. Das 23. Infanterieregiment der 2. Division schlug die nordkoreanische 2. Division 10 km nördlich von Yongsan bei Changnyong zurück. Zum selben Zeitpunkt begannen die 6. und 7. nordkoreanische Division starke Angriffe gegen die 25. US-Division. Trotz des feindlichen Eindringens in den Sektor des 25. Regiments, konnte die 25. Division die Offensive der Volksarmee von Nordkorea im Süden zurückschlagen. Die Frontlinie am Nakdong-Fluss wurde gehalten und der Busan-Perimeter war gesichert.

## Folgen
Die USA änderten innerhalb weniger Monate im Jahre 1950 ihre Korea-Doktrin zu einer großen strategischen Beurteilung. Dies bedeutete für die USA ein aktives Engagement in einem größeren bewaffneten Konflikt. Die 591.000 Mann starke US-Armee hatte sich auf die sowjetische Bedrohung in Westeuropa sowie auf die Rolle als Besatzungsmacht in Europa und dem Fernen Osten konzentriert. Die vier Divisionen unter MacArthurs Fern-Ost-Kommando vollführten primär Besatzungsaufgaben, und ihre tatsächliche Kampfbereitschaft lag noch unter der niedrigen offiziellen Einschätzung. Jede von MacArthurs Divisionen lag etwa 7000 Mann unter der Sollstärke von 18.900 Mann und hatte seit dem Zweiten Weltkrieg keinerlei neue Ausrüstung erhalten. MacArthur hatte den Aufbau der südkoreanischen Armee nicht umfassend unterstützt und 1948 lediglich deren Aufstockung angeregt. Als der südkoreanische Verteidigungsminister 1949 die USA um M26-Pershing-Panzer bat, argumentierte die Korean Military Advisory Group (KMAG), dass Straßen und Gelände in Korea Panzeroperationen nicht zulassen würden – vor dem Hintergrund der späteren Einsätze von sowjetischen T34-Panzern in Korea eine eindeutige Fehleinschätzung. Als sich die USAFIK 1949 aus Südkorea zurückzog, übergab sie der südkoreanischen Armee Waffen und Ausrüstung für etwa 50.000 Mann, die aber nicht geeignet waren, gepanzerte Angriffe abzuwehren.
Die USA hatten darin versagt, die nordkoreanische Invasion vorherzusagen, und KMAG irrte sich in der Annahme, die südkoreanische Armee könne einer solchen Invasion im Ernstfall widerstehen. Trotzdem entschieden sich die USA im Augenblick des Angriffs, auf Seiten Südkoreas zu intervenieren. Präsident Truman autorisierte frühzeitig den Einsatz von Luftwaffe und Marine sowie eine schrittweise Ausweitung der Bodenoperationen. Die Schlacht von Osan unterstrich die Notwendigkeit von angemessener Kampfausbildung beim Zusammenspiel von Panzern und Luftwaffe in Kampfoperationen.
MacArthur unterschätzte die Fähigkeit und die Entschlossenheit Nordkoreas, erkannte aber seinen Fehler, als er schloss, dass mehr als vier Divisionen benötigt werden würden, um den Feind zu besiegen. Die gemeinsamen Bemühungen von US- und südkoreanischen Truppen unter der Führung von General Walker, unterstützt durch die Überlegenheit zu Luft und See, bremste den nordkoreanischen Vorstoß nach Süden und endete in einer schwierigen, aber erfolgreichen Verteidigung des Busan-Perimeters. Die Kämpfe waren intensiv, wie die US-amerikanischen Verluste Mitte September 1950 zeigten – 4599 Gefallene, 12.058 Verwundete, 401 bestätigte Gefangennahmen und 2107 Vermisste. Die nordkoreanischen Verluste waren ebenfalls hoch – sowohl an Soldaten wie auch an Panzern. Mit MacArthurs Schlag des „Hammers auf dem Amboss“ waren die schwierigen Wochen des Rückzugs und Todes aber bald vorbei: Mit dem Ausbruch aus dem Busan-Perimeter und der Landung bei Incheon durch die 1. US-Marineinfanteriedivision und die 7. US-Infanteriedivision in der dritten Septemberwoche.